# Cúp bóng đá châu Đại Dương 2024
Cúp bóng đá châu Đại Dương 2024 (tiếng Anh: 2024 OFC Men's Nations Cup) là mùa giải thứ 11 của Cúp bóng đá châu Đại Dương, giải đấu quốc tế bóng đá nam thuộc châu Đại Dương do Liên đoàn bóng đá châu Đại Dương (OFC) tổ chức bốn năm một lần. Giải đấu diễn ra từ ngày 15 đến 30 tháng 6 năm 2024 ở Suva, Fiji và Port Vila, Vanuatu.
Đương kim vô địch của giải đấu là New Zealand với danh hiệu từ năm 2016 do giải năm 2020 bị hủy bỏ vì đại dịch COVID-19. New Zealand đã bảo vệ thành công chức vô địch sau khi đánh bại Vanuatu trong trận chung kết. New Caledonia rút lui trước ngày khai mạc giải đấu vì khủng hoảng trong quốc gia nên giải đấu tổ chức với 7 đội tham dự thay vì 8 như ban đầu.

## Lựa chọn chủ nhà
Mặc dù New Zealand được chọn làm chủ nhà cho giải đấu năm 2020 trước khi nó hoàn toàn bị hủy bỏ, vào tháng 12 năm 2023 đã thông báo rằng mùa giải 2024 của của giải đấu sẽ được tổ chức ở Vanuatu.
Vào tháng 5 năm 2024, sau sự không chắc chắn về lịch trình của các chuyến bay, các trận đấu sẽ diễn ra tại Sân vận động bóng đá Luganville ở Luganville, Vanuatu được chuyển thành Sân vận động HFC Bank ở Suva, Fiji và Sân vận động VFF Freshwater ở Port Vila, Vanuatu.

## Địa điểm
| Port Vila                   | Suva                  |
| --------------------------- | --------------------- |
| Sân vận động VFF Freshwater | Sân vận động HFC Bank |
| Sức chứa: 6.500             | Sức chứa: 4.300       |
|                             |                       |
| SuvaPort Vila               |                       |

## Các đội tham dự

### Vòng loại
4 đội tuyển xếp hạng thấp nhất ban đầu tham gia vòng loại đã thi đấu trong một bảng đấu duy nhất, như trong các mùa giải trước vào năm 2012 và 2016. Tuvalu và Kiribati chưa phải là thành viên chính thức của OFC do đó bị loại khỏi việc tham gia. Samoa thuộc Mỹ đã không đăng ký tham dự vòng loại.
Trong vòng loại, 3 đội tuyển xếp hạng thấp nhất trong mùa giải trước của giải đấu năm 2016 (vì Samoa thuộc Mỹ không tham dự), thi đấu vòng tròn một lượt, được tổ chức ở một địa điểm duy nhất ở Tonga, đội chiến thắng sẽ giành quyền tham dự vòng chung kết. Ngày 5 tháng 6 năm 2024, New Caledonia thông báo về sự rút lui của họ khỏi giải đấu vì khủng hoảng nghiêm trọng tại quốc gia này.

### Các đội tham dự
| Đội tuyển          | Tư cách vượt qua vòng loại | Ngày vượt qua vòng loại | Số lần tham dự vòng chung kết | Lần tham dự gần nhất | Thành tích tốt nhất                    | Xếp hạng FIFA tại thời điểm bắt đầu giải đấu |
| ------------------ | -------------------------- | ----------------------- | ----------------------------- | -------------------- | -------------------------------------- | -------------------------------------------- |
| Vanuatu            | Đồng chủ nhà               | 1 tháng 12 năm 2023     | 10 lần                        | 2016                 | Hạng tư (1973, 2000, 2002, 2008)       | 172                                          |
| Fiji               | Đồng chủ nhà               | 24 tháng 1 năm 2024     | 9 lần                         | 2016                 | Hạng ba (1998, 2008)                   | 168                                          |
| Nouvelle-Calédonie | Tự động vượt qua vòng loại | 24 tháng 1 năm 2024     | 7 lần                         | 2016                 | Á quân (2008, 2012)                    | 158                                          |
| New Zealand        | Tự động vượt qua vòng loại | 24 tháng 1 năm 2024     | 11 lần                        | 2016                 | Vô địch (1973, 1998, 2002, 2008, 2016) | 104                                          |
| Papua New Guinea   | Tự động vượt qua vòng loại | 24 tháng 1 năm 2024     | 5 lần                         | 2016                 | Á quân (2016)                          | 166                                          |
| Quần đảo Solomon   | Tự động vượt qua vòng loại | 24 tháng 1 năm 2024     | 8 lần                         | 2016                 | Á quân (2004)                          | 132                                          |
| Tahiti             | Tự động vượt qua vòng loại | 24 tháng 1 năm 2024     | 10 lần                        | 2016                 | Vô địch (2012)                         | 162                                          |
| Samoa              | Vượt qua vòng loại         | 23 tháng 3 năm 2024     | 3 lần                         | 2016                 | Vòng bảng (2012, 2016)                 | 181                                          |

1. ↑  Từ năm 1973 đến 1980, Vanuatu tham dự với tên gọi New Hebrides.
2. ↑  New Caledonia rút lui khỏi giải đấu vào ngày 5 tháng 6 năm 2024 vì khủng hoảng nghiêm trọng tại quốc gia này.[6]

## Trọng tài
Trọng tài
- Veer Singh
- Calvin Berg
- Campbell-Kirk Kawana-Waugh
- David Yareboinen
- Ben Aukwai
- Shama Maemae
- Teremoana Roihau

Trợ lý trọng tài
- Avinesh Narayan
- Mark Rule
- Isaac Trevis
- Malaetala Salanoa
- Natalia Lumukana
- Bernard Mutukera
- Jeffery Solodia
- Vaihina Teura
- Folio Moeaki
- Jeremy Garae

## Thể thức
Giải đấu dự kiến sẽ diễn ra theo thể thức vòng sơ loại trước đó, sau đó là vòng bảng 8 đội tiến vào bán kết.

## Bốc thăm
Lê bốc thăm được tổ chức vào ngày 24 tháng 1 năm 2024 tại trụ sở của OFC tại Auckland, New Zealand. Các đội được chia thành hai bảng, mỗi bảng 4 đội, với ba nhóm hạt giống ban đầu được xác định dựa trên thứ hạng cuối cùng tại Cúp bóng đá châu Đại Dương 2016.
| Đội              | Xếp hạng |
| ---------------- | -------- |
| New Zealand      | 1        |
| Papua New Guinea | 2        |

| Đội                | Xếp hạng |
| ------------------ | -------- |
| Nouvelle-Calédonie | 3        |
| Quần đảo Solomon   | 4        |
| Tahiti             | 5        |
| Fiji               | 6        |

| Đội                 | Xếp hạng |
| ------------------- | -------- |
| Vanuatu             | 7        |
| Đội thắng vòng loại | 8        |

1. ↑  Rút lui sau lễ bốc thăm chính thức.

## Vòng bảng
| Tiêu chí xếp hạng cho các trận đấu bảng |
| --- |
| Xếp hạng của các đội ở vòng bảng được xác định như sau: 1. Điểm thu được trong tất cả các trận đấu vòng bảng; 2. Hiệu số bàn thắng bại trong tất cả các trận đấu vòng bảng; 3. Số bàn thắng ghi được trong tất cả các trận vòng bảng; 4. Kết quả đối đầu trực tiếp giứa các đội bằng điểm; 1. Điểm thu được trong các trận đấu giữa các đội được đề cập; 2. Hiệu số bàn thắng bại trong các trận đấu giữa các đội được đề cập; 3. Số bàn thắng ghi được trong các trận đấu giữa các đội được đề cập; 5. Điểm kỷ luật trong tất cả các trận đấu vòng bảng (chỉ có thể áp dụng một điểm trừ cho một người chơi trong một trận đấu duy nhất): 1. Thẻ vàng: −1 điểm; 2. Thẻ đỏ gián tiếp (thẻ vàng thứ hai): −3 điểm; 3. Thẻ đỏ trực tiếp: −4 điểm; 4. Thẻ vàng sau đó thẻ đỏ trực tiếp: −5 điểm; 6. Bốc thăm. |

### Bảng A
| VT | Đội                | ST | T | H | B | BT | BB | HS | Đ | Giành quyền tham dự     |
| -- | ------------------ | -- | - | - | - | -- | -- | -- | - | ----------------------- |
| 1  | New Zealand        | 2  | 2 | 0 | 0 | 7  | 0  | +7 | 6 | Vòng đấu loại trực tiếp |
| 2  | Vanuatu (H)        | 2  | 1 | 0 | 1 | 1  | 4  | −3 | 3 | Vòng đấu loại trực tiếp |
| 3  | Quần đảo Solomon   | 2  | 0 | 0 | 2 | 0  | 4  | −4 | 0 |                         |
| 4  | Nouvelle-Calédonie | 0  | 0 | 0 | 0 | 0  | 0  | 0  | 0 | Rút lui                 |

| New Zealand | Hủy bỏ | Nouvelle-Calédonie |
| ----------- | ------ | ------------------ |
|             |        |                    |

| Quần đảo Solomon | 0–1      | Vanuatu      |
| ---------------- | -------- | ------------ |
|                  | Chi tiết | - Tangis 72' |

| New Zealand                         | 3–0      | Quần đảo Solomon |
| ----------------------------------- | -------- | ---------------- |
| - Waine 6', 11' - Barbarouses 45+4' | Chi tiết |                  |

| Vanuatu | Hủy bỏ | Nouvelle-Calédonie |
| ------- | ------ | ------------------ |
|         |        |                    |

| Nouvelle-Calédonie | Hủy bỏ | Quần đảo Solomon |
| ------------------ | ------ | ---------------- |
|                    |        |                  |

| Vanuatu | 0–4      | New Zealand                                         |
| ------- | -------- | --------------------------------------------------- |
|         | Chi tiết | - Mata 10' - Kaltak 27' (l.n.) - Just 63' - Old 78' |

### Bảng B
| VT | Đội              | ST | T | H | B | BT | BB | HS  | Đ | Giành quyền tham dự     |
| -- | ---------------- | -- | - | - | - | -- | -- | --- | - | ----------------------- |
| 1  | Fiji (H)         | 3  | 3 | 0 | 0 | 15 | 2  | +13 | 9 | Vòng đấu loại trực tiếp |
| 2  | Tahiti           | 3  | 1 | 1 | 1 | 3  | 2  | +1  | 4 | Vòng đấu loại trực tiếp |
| 3  | Papua New Guinea | 3  | 1 | 1 | 1 | 4  | 7  | −3  | 4 |                         |
| 4  | Samoa            | 3  | 0 | 0 | 3 | 2  | 13 | −11 | 0 |                         |

| Tahiti                         | 2–0      | Samoa |
| ------------------------------ | -------- | ----- |
| - Degrumelle 4' - T. Tehau 28' | Chi tiết |       |

| Papua New Guinea | 1–5      | Fiji                                                             |
| ---------------- | -------- | ---------------------------------------------------------------- |
| - Semmy 88'      | Chi tiết | - Begg 2' - Dunn 43', 52' - A. Komolong 55' (l.n.) - Krishna 64' |

| Papua New Guinea | 1–1      | Tahiti         |
| ---------------- | -------- | -------------- |
| Paul 25'         | Chi tiết | Degrumelle 15' |

| Samoa           | 1–9      | Fiji |
| --------------- | -------- | --- |
| - Salisbury 47' | Chi tiết | - Hughes 3', 61' - Dunn 38' - Krishna 45+3' (ph.đ.), 54' (ph.đ.) - Baravilala 64' - Begg 67' - Dogalau 83', 89' |

| Samoa         | 1–2      | Papua New Guinea       |
| ------------- | -------- | ---------------------- |
| - Trainor 67' | Chi tiết | - Semmy 26' - Kepo 47' |

| Fiji                  | 1–0      | Tahiti |
| --------------------- | -------- | ------ |
| - Krishna 26' (ph.đ.) | Chi tiết |        |

## Vòng đấu loại trực tiếp
Tại vòng đấu loại trực tiếp, hiệp phụ và loạt sút luân lưu được sử dụng để quyết định đội thắng nếu cần thiết. Cầu thủ dự bị thứ sáu có thể được thực hiện trong hiệp phụ.

### Sơ đồ
|  | Bán kết                | Bán kết |                        |   | Chung kết | Chung kết |
|  |                        |         |                        |   |           |           |
|  | 26 tháng 6 – Port Vila |         |                        |   |           |           |
|  |                        |         |                        |   |           |           |
|  | New Zealand            | 5       |                        |   |           |           |
|  | New Zealand            | 5       | 30 tháng 6 – Port Vila |   |           |           |
|  | Tahiti                 | 0       |                        |   |           |           |
|  | Tahiti                 | 0       | New Zealand            | 3 |           |           |
|  | 26 tháng 6 – Port Vila |         | New Zealand            | 3 |           |           |
|  |                        | Vanuatu | 0                      |   |           |           |
|  | Fiji                   | Vanuatu | 0                      | 1 |           |           |
|  | Fiji                   |         |                        | 1 |           |           |
|  | Vanuatu                | 2       |                        |   |           |           |
|  | Vanuatu                | 2       | Tranh hạng ba          |   |           |           |
|  |                        |         |                        |   |           |           |
|  | 30 tháng 6 – Port Vila |         |                        |   |           |           |
|  |                        |         |                        |   |           |           |
|  | Tahiti                 | 2       |                        |   |           |           |
|  | Tahiti                 | 2       |                        |   |           |           |
|  | Fiji                   | 1       |                        |   |           |           |

### Bán kết
| New Zealand                                           | 5–0      | Tahiti |
| ----------------------------------------------------- | -------- | ------ |
| - Surman 7' - Waine 45', 53' - Barbarouses 45+3', 72' | Chi tiết |        |

| Fiji           | 1–2      | Vanuatu                       |
| -------------- | -------- | ----------------------------- |
| - Cavulagi 46' | Chi tiết | - Spokeyjack 11' - Thomas 56' |

### Tranh hạng ba
| Tahiti              | 2–1      | Fiji          |
| ------------------- | -------- | ------------- |
| - T. Tehau 72', 83' | Chi tiết | - Krishna 58' |

### Chung kết
| New Zealand                              | 3–0      | Vanuatu |
| ---------------------------------------- | -------- | ------- |
| - Howieson 2' - Randall 83' - Mata 90+3' | Chi tiết |         |

## Thống kê

### Cầu thủ ghi bàn
Đã có 46 bàn thắng ghi được trong 13 trận đấu, trung bình 3.54 bàn thắng mỗi trận đấu.
5 bàn thắng
- Roy Krishna

4 bàn thắng
- Ben Waine

3 bàn thắng
- Thomas Dunn
- Kosta Barbarouses
- Teaonui Tehau

2 bàn thắng
- Nabil Begg
- Etonia Dogalau
- Setareki Hughes
- Max Mata
- Tommy Semmy
- Matéo Degrumelle

1 bàn thắng
- Filipe Baravilala
- Sitiveni Cavuilagi
- Cameron Howieson
- Elijah Just
- Ben Old
- Jesse Randall
- Finn Surman
- Ati Kepo
- Pala Paul
- Luke Salisbury
- Pharrell Trainor
- Johnathan Spokeyjack
- Kensi Tangis
- Jason Thomas

1 bàn phản lưới nhà
- Alwin Komolong (trong trận gặp Fiji)
- Brian Kaltak (trong trận gặp New Zealand)

### Kỷ luật
Một cầu thủ hoặc quan chức của đội sẽ tự động bị đình chỉ thi đấu trận tiếp theo nếu vi phạm các lỗi sau:
- Nhận thẻ đỏ (thời gian treo giò có thể kéo dài nếu phạm lỗi nghiêm trọng)
- Nhận 2 thẻ vàng trong 2 trận đấu; thẻ vàng đã bị xóa sau khi trận đấu kết thúc (thẻ vàng không áp dụng cho bất kỳ trận đấu quốc tế nào khác trong tương lai)

Các đình chỉ sau đây đã được thực hiện trong suốt giải đấu:
| Cầu thủ        | Vi phạm                                                        | Đình chỉ                                           |
| -------------- | -------------------------------------------------------------- | -------------------------------------------------- |
| Matatia Paama  | Bảng B gặp Papua New Guinea (lượt trận 2; 19 tháng 6 năm 2024) | Bảng B gặp Fiji (lượt trận 3; 22 tháng 6 năm 2024) |
| Timothy Boulet | Chung Kết gặp New Zealand (30 tháng 6 năm 2024)                | Đình chỉ sau giải đấu                              |

## Các giải thưởng
| Giải thưởng     | Cầu thủ/Đội tuyển |
| --------------- | ----------------- |
| Quả bóng vàng   | Liberato Cacace   |
| Chiếc giày vàng | Roy Krishna       |
| Găng tay vàng   | Max Crocombe      |
| Giải phong cách | New Zealand       |

### Cầu thủ xuất sắc nhất trận
| Trận                    | Vòng          | Đội 1            | Tỷ số     | Đội 2            | Cầu thủ xuất sắc nhất trận | Nguồn     |
| Vòng bảng               | Vòng bảng     | Vòng bảng        | Vòng bảng | Vòng bảng        | Vòng bảng                  | Vòng bảng |
| ----------------------- | ------------- | ---------------- | --------- | ---------------- | -------------------------- | --------- |
| 1                       | Bảng A        | Quần đảo Solomon | 0–1       | Vanuatu          | Brian Kaltak               | [ 19 ]    |
| 3                       | Bảng B        | Tahiti           | 2–0       | Samoa            | Teaonui Tehau              | [ 20 ]    |
| 2                       | Bảng B        | Papua New Guinea | 1–5       | Fiji             | Thomas Dunn                | [ 20 ]    |
| 4                       | Bảng A        | New Zealand      | 3–0       | Quần đảo Solomon | Alex Rufer                 | [ 21 ]    |
| 5                       | Bảng B        | Papua New Guinea | 1–1       | Tahiti           | Ati Kepo                   | [ 22 ]    |
| 6                       | Bảng B        | Samoa            | 1–9       | Fiji             | Setareki Hughes            | [ 22 ]    |
| 7                       | Bảng A        | Vanuatu          | 0–4       | New Zealand      | Elijah Just                | [ 23 ]    |
| 8                       | Bảng B        | Samoa            | 1–2       | Papua New Guinea | Alwin Komolong             | [ 24 ]    |
| 9                       | Bảng B        | Fiji             | 1–0       | Tahiti           | Pothin Poma                | [ 25 ]    |
| Vòng đấu loại trực tiếp |               |                  |           |                  |                            |           |
| 10                      | Bán kết       | New Zealand      | 5–0       | Tahiti           | Liberato Cacace            | [ 26 ]    |
| 11                      | Bán kết       | Fiji             | 1–2       | Vanuatu          | Johnathan Spokeyjack       | [ 27 ]    |
| 12                      | Tranh hạng ba | Tahiti           | 2–1       | Fiji             | Teaonui Tehau              |           |
| 13                      | Chung kết     | New Zealand      | 3–0       | Vanuatu          | Liberato Cacace            |           |

## Tiếp thị

### Bản quyền phát sóng
Ngày 28 tháng 2 năm 2024, Liên đoàn bóng đá châu Đại Dương (OFC) thông báo rằng tất cả các giải đấu của OFC trong mùa giải 2024–2025, bao gồm cả Cúp bóng đá châu Đại Dương 2024, được chiếu trực tiếp bởi FIFA+.
| Quốc gia | Nhà phát sóng | Nguồn  |
| -------- | ------------- | ------ |
| Thế giới | FIFA+         | [ 29 ] |